# 堀江童子
堀江 童子（ほりえ どうじ）は、日本の作曲家。

## 作品
- 亜海れい子「大糸線」
- 小田陽子「秋冬」
- 黒川ゆりか「想い人」
- 沢竜二「大親分」
- 高田みづえ「秋冬」
- 橘美嘉「秋冬」
- 田中収&ニック・ニューサ「かんにんね」
- 中山丈二「秋冬」「傘はじゃま」
- 西山ひろみ「旅のはじまり」
- 原大輔「秋冬」「恋おんな」「ジグソーパズルの絵のように」
- 深田るみ子「江差恋女」
- 深野晴美「土曜日のアマン」
- 水原尚子「夜叉」
- 三ツ木清隆「秋冬」
- 森川凛太郎「男祭り」